# Protični rastvarač
U hemiji, protični rastvarač je rastvarač koji ima atom vodonika vezan za kiseonik (kao u hidroksilnoj grupi −OH), azot (kao u aminskoj grupi −NH
2 ili −NH−), ili fluor (kao u fluorovodoniku). Uopšteno govoreći, svaki rastvarač koji sadrži labilan H+
 naziva se protičnim rastvaračem. Molekuli takvih rastvarača lako doniraju protone (H+
) rastvorenim materijama, često putem vodonične veze. Voda je najčešći protični rastvarač. Nasuprot tome, polarni aprotični rastvarači ne mogu donirati protone, ali i dalje imaju sposobnost da rastvore mnoge soli.
Dostupne su metode za prečišćavanje uobičajenih rastvarača.
| Rastvarač                   | Hemijska formula   | Tačka ključanja | Dielektrična konstanta | Gustina     | Dipolni momenat (D) |
| --------------------------- | ------------------ | --------------- | ---------------------- | ----------- | ------------------- |
| Polarni protični rastvarači |                    |                 |                        |             |                     |
| Mravlja kiselina            | HCO 2H             | 101 °C          | 58                     | 1,21 g/mL   | 1,41 D              |
| n-butanol                   | CH 3CH 2CH 2CH 2OH | 118 °C          | 18                     | 0,810 g/mL  | 1,63 D              |
| izopropanol (IPA)           | (CH 3) 2CH(OH)     | 82 °C           | 18                     | 0,785 g/mL  | 1,66 D              |
| nitrometan [note 2]         | CH 3NO 2           | 101°C           | 35,87                  | 1,1371 g/mL | 3,56 D              |
| etanol (EtOH)               | CH 3CH 2OH         | 79 °C           | 24,55                  | 0,789 g/mL  | 1,69 D              |
| metanol (MeOH)              | CH 3OH             | 65 °C           | 33                     | 0,791 g/mL  | 1,70 D              |
| Sirćetna kiselina (AcOH)    | CH 3CO 2H          | 118 °C          | 6,2                    | 1,049 g/mL  | 1,74 D              |
| Voda                        | H 2O               | 100 °C          | 80                     | 1,000 g/mL  | 1,85 D              |